# Arctogalidia trivirgata
La civetta delle palme dalle tre strisce (Arctogalidia trivirgata Gray, 1832) è l'unica specie del genere Arctogalidia (Merriam, 1897), diffuso nel Subcontinente indiano, in Indocina e in Indonesia.

## Descrizione

### Dimensioni
Viverride di medie dimensioni, con lunghezza della testa e del corpo tra 480 e 575 mm, la lunghezza della coda tra 560 e 600 mm e un peso fino a 2,7 kg.

### Caratteristiche craniche e dentarie
È caratterizzata dalla seguente formula dentaria:

### Aspetto
Il corpo è lungo e snello, le zampe sono relativamente corte. La coda è sempre più lunga della testa e del corpo ed è parzialmente prensile. La pelliccia varia dal bruno-olivastro al grigiastro, il sotto pelliccia è bruno-rossiccio. Il muso, le orecchie, i piedi e gran parte della coda sono nerastri. Sono presenti tre file di piccole macchie scure che si estendono dal collo fino alla base della coda. Quella centrale è quasi continua. Di solito è presente anche una striscia più chiara che parte dalla fronte e termina sulla punta del naso. Le parti ventrali sono più chiare. Le femmine hanno 2 paia di mammelle e le ghiandole odorifere perianali, assenti invece nei maschi. L'andatura è semi-plantigrada, gli artigli sono semi-retrattili. L'area plantare tra i cuscinetti è nuda, mentre il tallone è ricoperto di peli.

## Biologia

### Comportamento
È una specie solitaria, notturna ed arboricola. Scende raramente sul terreno, preferendo rimanere durante il giorno tra i rami degli alberi più alti. È molto agile.

### Alimentazione
Si nutre principalmente di piccoli animali come scoiattoli, lucertole, uccelli, rane ed insetti.

### Riproduzione
Non è presente una stagione riproduttiva. Di solito partorisce due volte l'anno. Nascono 2-3 cuccioli per volta. La gestazione dura 45 giorni. Le femmine sono sessualmente mature a 17 mesi ed entrano in calore con intervalli di 6 mesi.

L'aspettativa di vita è 10-12 anni. 

## Distribuzione e habitat
Questa specie è diffusa nel Subcontinente indiano, in Indocina e in Indonesia.
Vive nelle foreste primarie tropicali pluviali e secondarie fino a 1.200 metri.

Si trova spesso lontano dagli insediamenti umani, sebbene sia talvolta presente nelle piantagioni di Palme da Cocco.

## Tassonomia
Sono state riconosciute 14 sottospecie:
- A.t. trivirgata: Penisola Malese;
- A.t. bancana (Schwarz, 1913): Bangka;
- A.t. fusca (Miller, 1906): Isole lungo la costa orientale di Sumatra: Pulau Merbau, Pulau Kundur, Pulau Sugi;
- A.t. inornata (Miller, 1901): Isole Natuna: Bunguran;
- A.t. leucotis (Horsfield, 1851): Tenasserim, Thailandia settentrionale e centrale, King's Island, Isole Mergui;
- A.t. macra (Miller, 1913): Domel Island, Isole Mergui; Terutau, Langkawi;
- A.t. major (Miller, 1906): Thailandia meridionale, Laos, Cambogia, Vietnam;
- A.t. millsi (Wroughton, 1921): Assam orientale;
- A.t. minor (Lyon, 1906): Belitung;
- A.t. simplex (Miller, 1902): Pulau Singkep, Isole Lingga, Batam;
- A.t. stigmatica (Temminck, 1853): Borneo, Banggi;
- A.t. sumatrana (Lyon, 1908): Sumatra;
- A.t. tingia (Lyon, 1908): Pulau Tebing Tinggi;
- A.t. trilineata (Wagner, 1908): Giava occidentale.

## Conservazione
La IUCN Red List, considerato il vasto Areale e la presenza in diverse aree protette, classifica A. trivirgata come specie a rischio minimo (Least Concern).